# Puchar Norwegii w piłce siatkowej mężczyzn (2020/2021)
Puchar Norwegii w piłce siatkowej mężczyzn 2020/2021 – 70. sezon rozgrywek o siatkarski Puchar Norwegii, jednocześnie 52. sezon halowych mistrzostw Norwegii zorganizowany przez Norweski Związek Piłki Siatkowej (Norges Volleyballforbund, NVBF). Zainaugurowany został 19 września 2020 roku.
Rozgrywki składały się z 1. rundy, 1/16 finału, 1/8 finału, ćwierćfinałów, półfinałów i finału. W 1. rundzie i 1/16 finału drużyny rywalizowały na poziomie regionalnym. Od 1/8 finału rozgrywki toczyły się w systemie pucharowym. W półfinałach o awansie decydował dwumecz, natomiast w pozostałych rundach jedno spotkanie. W 1. rundzie uczestniczyły drużyny z lig niższych niż 1. divisjon, w 1/16 finału dołączyły zespoły z 1. divisjon, natomiast w 1/8 finału – drużyny z Mizunoligaen.
Finał pierwotnie miał odbyć się 13 lutego 2021 roku, jednak ze względu na restrykcje wprowadzone w związku z pandemią COVID-19 został przeniesiony na jesień. Ostatecznie odbył się 11 września 2021 roku w Norges idrettshøgskole w Oslo. Po raz szósty Puchar Norwegii zdobył Førde VBK.

## System rozgrywek
Rozgrywki o Puchar Norwegii składają się z 1. rundy, 1/16 finału, 1/8 finału, ćwierćfinałów, półfinałów oraz finału.
W 1. rundzie uczestniczą drużyny, które grają w ligach niższych niż 1. divisjon. Rywalizacja toczy się w formie turniejów odbywających się w ramach poszczególnych regionów. Awans do 1/16 finału uzyskują zwycięzcy poszczególnych turniejów.
W 1/16 finału zwycięzcy pucharów regionalnych grają z drużynami z 1. divisjon w ramach poszczególnych regionów. Jeżeli w danym regionie nie ma klubu grającego w 1. divisjon, wówczas zwycięzca pucharu regionalnego uzyskuje bezpośredni awans do 1/8 finału. Taka sytuacja ma miejsce również wówczas, gdy w 1. divisjon gra wyłącznie klub, który posiada zespół w najwyższej klasie rozgrywkowej. Wówczas tworzy on parę ze zwycięzcą pucharu regionalnego w 1/8 finału.
Od 1/8 finału w rozgrywkach uczestniczą drużyny grające w Mizunoligaen. Tworzą one pary z zespołami, które awansowały z 1/16 finału. O awansie decyduje jedno spotkanie, którego gospodarzem jest drużyna z niższej ligi.
W ćwierćfinałach pary powstają na podstawie losowania. O awansie decyduje jedno spotkanie, a gospodarzem meczu jest drużyna, która wylosowana została jako pierwsza.
W półfinałach rywalizacja toczy się w formie dwumeczów. Pary powstają w drodze losowania. Jeżeli oba zespoły wygrają po jednym spotkaniu, o awansie decyduje tzw. złoty set grany do 15 punktów z dwoma punktami przewagi jednej z drużyn.
W finale rozgrywany jest jeden mecz na neutralnym terenie.

## Drużyny uczestniczące
| Mizunoligaen (8 drużyn) | Mizunoligaen (8 drużyn) |
| ----------------------- | ----------------------- |
| Asker SK                | 1/8 finału              |
| BK Tromsø               | ćwierćfinał             |
| Førde VBK               | zwycięstwo              |
| IL Koll                 | półfinał                |
| NTNUI                   | półfinał                |
| OSI                     | ćwierćfinał             |
| Randaberg IL            | ćwierćfinał             |
| TIF Viking Bergen       | finał                   |
| 1. divisjon (5 drużyn)  |                         |
| Askim VBK               | ćwierćfinał             |
| BTS Idrett              | 1/16 finału             |
| Sandnes VBK             | 1/16 finału             |
| Sotra VBK               | 1/8 finału              |
| Spirit Lørenskog VBK    | 1/16 finału             |

| 2. divisjon (7 drużyn)           | 2. divisjon (7 drużyn) |
| -------------------------------- | ---------------------- |
| Finnsnes VBK                     | 1/8 finału             |
| Kristiansand Sandvolleyballklubb | 1/8 finału             |
| Rossvoll VBK                     | 1/16 finału            |
| Studentspretten IL               | 1/8 finału             |
| Torvastad IL                     | 1/8 finału             |
| Trondheim BK                     | 1/8 finału             |
| Volda Student IL                 | 1/8 finału             |
| 3. divisjon (1 drużyna)          |                        |
| Jardar IL                        | 1/16 finału            |
| 4. divisjon (1 drużyna)          |                        |
| Gulset IF                        | 1/16 finału            |

## Rozgrywki

### 1/16 finału
Region Sydvest (Rogaland)
| 11.10.2020 13:00 (UTC+2) | Torvastad IL | 3:1 (25:21, 19:25, 25:23, 25:23) | Sandnes VBK | Torvastad Arena, Torvastad |

Region Sydvest (Agder)

Kristiansand Sandvolleyballklubb uzyskał bezpośredni awans do 1/8 finału, ponieważ żadna drużyna z Regionu Sydvest (Agder) nie grała w sezonie 2020/2021 w 1. divisjon.
Region Hordaland
| 07.10.2020 19:30 (UTC+2) | Rossvoll VBK | 2:3 (20:25, 25:22, 25:23, 16:25, 10:15) | BTS Idrett | Øystese idrettshall, Øystese |

| 12.10.2020 19:30 (UTC+2) | Rossvoll VBK | 2:3 (17:25, 15:25, 25:18, 28:26, 14:16) | Sotra VBK | Øystese idrettshall, Øystese |

| 14.10.2020 19:15 (UTC+2) | Sotra VBK | 3:1 (25:27, 25:18, 26:24, 25:23) | BTS Idrett | Sotra Arena, Straume |

Region Trøndelag

Trondheim BK uzyskał bezpośredni awans do 1/8 finału, ponieważ jedyną drużyną z Regionu Trøndelag grającą w sezonie 2020/2021 w 1. divisjon był drugi zespół NTNUI Volleyball, a zgodnie z regulaminem, jeżeli dany klub posiadał zespół zarówno w 1. divisjon, jak i w najwyższej klasie rozgrywkowej, tylko ten drugi miał prawo występować w Pucharze Norwegii.
Region Nord

Finnsnes VBK uzyskał bezpośredni awans do 1/8 finału, ponieważ jedyną drużyną z Regionu Nord grającą w sezonie 2020/2021 w 1. divisjon był drugi zespół BK Tromsø, a zgodnie z regulaminem, jeżeli dany klub posiadał zespół zarówno w 1. divisjon, jak i w najwyższej klasie rozgrywkowej, tylko ten drugi miał prawo występować w Pucharze Norwegii.
Region Øst

Półfinały
| 18.10.2020 12:00 (UTC+2) | Spirit Lørenskog VBK | 3:0 (25:20, 25:5, 25:12) | Gulset IF | Skienshallen, Skien |

| 18.10.2020 12:00 (UTC+2) | Askim VBK | 3:1 (25:16, 23:25, 26:24, 25:15) | Jardar IL | Skienshallen, Skien |

Finał
| 18.10.2020 15:00 (UTC+2) | Spirit Lørenskog VBK | 1:3 (18:25, 25:23, 21:25, 20:25) | Askim VBK | Skienshallen, Skien |

Region Møre og Romsdal

Volda Student IL uzyskał bezpośredni awans do 1/8 finału, ponieważ żadna drużyna z Regionu Møre og Romsdal nie grała w sezonie 2020/2021 w 1. divisjon.
Region Sogn og Fjordane

Studentspretten IL uzyskał bezpośredni awans do 1/8 finału, ponieważ jedyną drużyną z Regionu Sogn og Fjordane grającą w sezonie 2020/2021 w 1. divisjon był drugi zespół Førde VBK, a zgodnie z regulaminem, jeżeli dany klub posiadał zespół zarówno w 1. divisjon, jak i w najwyższej klasie rozgrywkowej, tylko ten drugi miał prawo występować w Pucharze Norwegii.

### 1/8 finału
| 01.11.2020 16:00 (UTC+1) | Studentspretten IL | 0:3 (19:25, 7:25, 12:25) | Førde VBK | Sogndal Idrettshall, Sogndal |

| 24.10.2020 16:00 (UTC+2) | Finnsnes VBK | 0:3 (15:25, 21:25, 17:25) | BK Tromsø | Finnsnes Ungdomsskole, Finnsnes |

| 01.11.2020 15:00 (UTC+1) | Kristiansand Sandvolleyballklubb | 0:3 (23:25, 23:25, 21:25) | OSI | Badmintonhallen, Kristiansand |

| 28.10.2020 20:30 (UTC+1) | Trondheim BK | 0:3 (10:25, 7:25, 17:25) | NTNUI | Trondheim Spektrum, Trondheim |

| 31.10.2020 13:00 (UTC+1) | Volda Student IL | 0:3 (18:25, 19:25, 13:25) | IL Koll | Voldahallen, Volda |

| 31.10.2020 13:00 (UTC+1) | Torvastad IL | 0:3 (19:25, 19:25, 10:25) | Randaberg IL | Torvastad Arena, Torvastad |

| 31.10.2020 12:00 (UTC+1) | Sotra VBK | 0:3 (23:25, 13:25, 12:25) | TIF Viking Bergen | Sotra Arena, Straume |

| 01.11.2020 14:00 (UTC+1) | Askim VBK | 3:2 (25:21, 21:25, 18:25, 25:19, 15:10) | Asker SK | Askimhallen, Askim |

### Ćwierćfinały
| 15.11.2020 12:00 (UTC+1) | OSI | 0:3 (13:25, 11:25, 19:25) | TIF Viking Bergen | Kringsjåhallen, Oslo Sędziowie: Igor Rakanovic i Neda Radovanovic |

| 14.11.2020 17:00 (UTC+1) | Førde VBK | 3:0 (25:15, 25:10, 25:13) | Askim VBK | Førdehuset, Førde Sędziowie: Sverre Johannessen i Thomas Andre Transeth |

| 14.11.2020 16:30 (UTC+1) | BK Tromsø | 1:3 (20:25, 16:25, 25:23, 18:25) | IL Koll | Tromsøhallen, Tromsø Sędziowie: Jens Olav Rydningen i Milana Macko |

| 14.11.2020 16:00 (UTC+1) | NTNUI | 3:0 (25:18, 25:23, 25:17) | Randaberg IL | Dragvollhallen, Trondheim Sędziowie: Frank Møllegaard i Ellen Mari Burheim |

### Półfinały
|  | TIF Viking Bergen | 2 – 0 | IL Koll |  |

| 05.12.2020 17:00 (UTC+1) | IL Koll | 0:3 (22:25, 22:25, 22:25) | TIF Viking Bergen | Kringsjåhallen, Oslo Sędziowie: Geir Vestbø i Milana Macko |

| 16.01.2021 15:00 (UTC+1) | TIF Viking Bergen | 3:2 (25:10, 22:25, 22:25, 25:18, 15:11) | IL Koll | Åsane Arena, Bergen Sędziowie: Thomas Andre Transeth i Geir Vestbø |

|  | Førde VBK | 2 – 0 | NTNUI Volleyball |  |

| 06.12.2020 14:00 (UTC+1) | NTNUI | 0:3 (17:25, 22:25, 16:25) | Førde VBK | Dragvollhallen, Trondheim Sędziowie: Frank Møllegaard i Ellen Mari Burheim |

| 16.01.2021 16:00 (UTC+1) | Førde VBK | 3:1 (25:20, 25:14, 21:25, 25:19) | NTNUI | Førdehuset, Førde Sędziowie: Cato Siljander i Sverre Johannessen |

### Finał
| 11.09.2021 15:00 (UTC+2) | TIF Viking Bergen | 2:3 (26:28, 25:19, 25:22, 19:25, 12:15) | Førde VBK | Norges idrettshøgskole, Oslo Sędziowie: Geir Vestbø i Jens Olav Rydningen |